# Varronia microcephala
Varronia microcephala là loài thực vật có hoa trong họ Mồ hôi. Loài này được (Willd.) Borhidi miêu tả khoa học đầu tiên năm 1988.